# Martin Tejček
Martin Tejček, psán též Teitschek (11. listopadu 1781 Praha – 21. března 1849 Praha) byl český malíř.

## Život
Na pražské Akademii studoval v letech 1801–1815 u profesora Berglera. Po studijních cestách po střední Evropě a Itálii se vrátil do Prahy, kde se zúčastnil vybudování tiskařské dílny Antonína Machka. V roce 1822 odešel do Vídně, kde se stal mistoředitelem litografického ústavu (Das Litographische Institut in Wien) hraběte Pálffyho v Hernalsu. V Praze se jako malíř znovu objevil od roku 1828, zde také v nouzi zemřel.

## Dílo

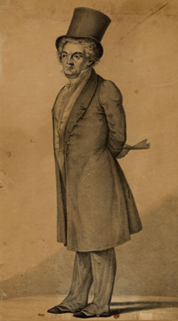
Martin Tejček: Ludwig van Beethoven (litografie podle původní kresby z roku 1823)

Zastával pozici akademického idealismu a historismu. Byl malířem historických témat, portrétů, žánrů i krajin. Vytvořil například sérii barevných litografií Žamberka a okolí; ta byla vydána v roce 1822 z podnětu a patrně i na náklad majitele žamberského panství Johna Parishe von Senftenberg. 
V období zaměstnání v grafické dílně Antonína Machka byl spoluautorem portrétů významných českých osobností minulosti i současnosti.)
Zúčastnil se také ilustrování knížek národních obrozenců. Například pro knihu Miloty Zdirada Poláka Vznešenost přírody nakreslil a litografoval Saturna, odhalujícího Přírodu jako pannu.

### Beethovenův portrét
I když je Tejček v současnosti poměrně zapomenutý malíř, litografie vytvořená podle jeho portrétu Ludwiga van Beethovena z roku 1823 je uchovávána ve sbírkách ve Vídni, Lipsku a Bonnu. Malíř o vzniku kresby napsal:
| „                    | Ve Vídni jsem často chodil v ranních hodinách do Volksgarten a vysedával na lavičce. Každého dne se kolem mne ubírala nápadná osoba, a to mne jako začínajícího umělce podněcovalo k tomu, abych si ji pokud možno věrně, s jejím zvláštním držením těla, zakreslil do náčrtníku. Když jsem se k svému překvapení dověděl, od lidí sedících vedle mne, že je to Mistr Beethoven (tehdy jsem si nebyl ještě plně vědom jeho významu), propracoval jsem výkres podrobně. | “ |
| — Květy, 9. 12. 1976 | |   |

Po návratu do Prahy se Tejček stal učitelem kreslení dětí obchodníka Josefa Graffa (1798–1848), který byl milovníkem hudby a v jehož bytě se scházeli umělci pražští i mimopražští. Graff Tejčkovu kresbu koupil a nechal podle ní vyrobit sto litografických tisků. Ty pak rozdával návštěvníkům. Původní kresba se zbývajícími litografiemi se dostala do majetku dcery Marie (1830–1899, provdané roku 1853 za malíře Antonína Lhotu)), jejich osud není znám.
Tejčkovo poslední vystoupení je doloženo účastí na pražské výstavě domácích i zahraničních výtvarníků v prostorách Akademie v Klementinu roku 1839. Podle výstavního katalogu vystavoval dvě studie: "Perspektivní vyobrazení schodiště" a blíže neurčené "Zvíře".

## Galerie

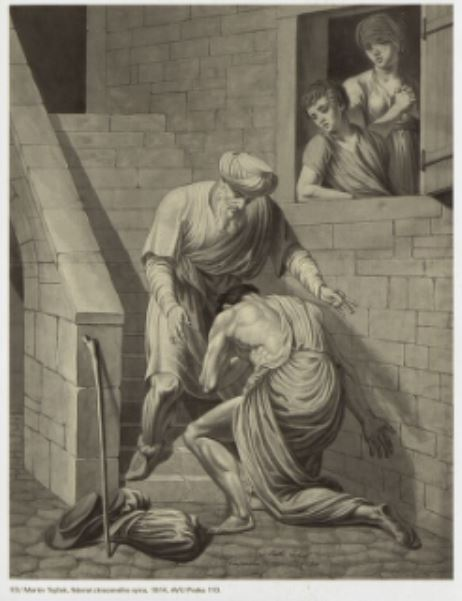
Martin Tejček: Návrat ztraceného syna (1814)
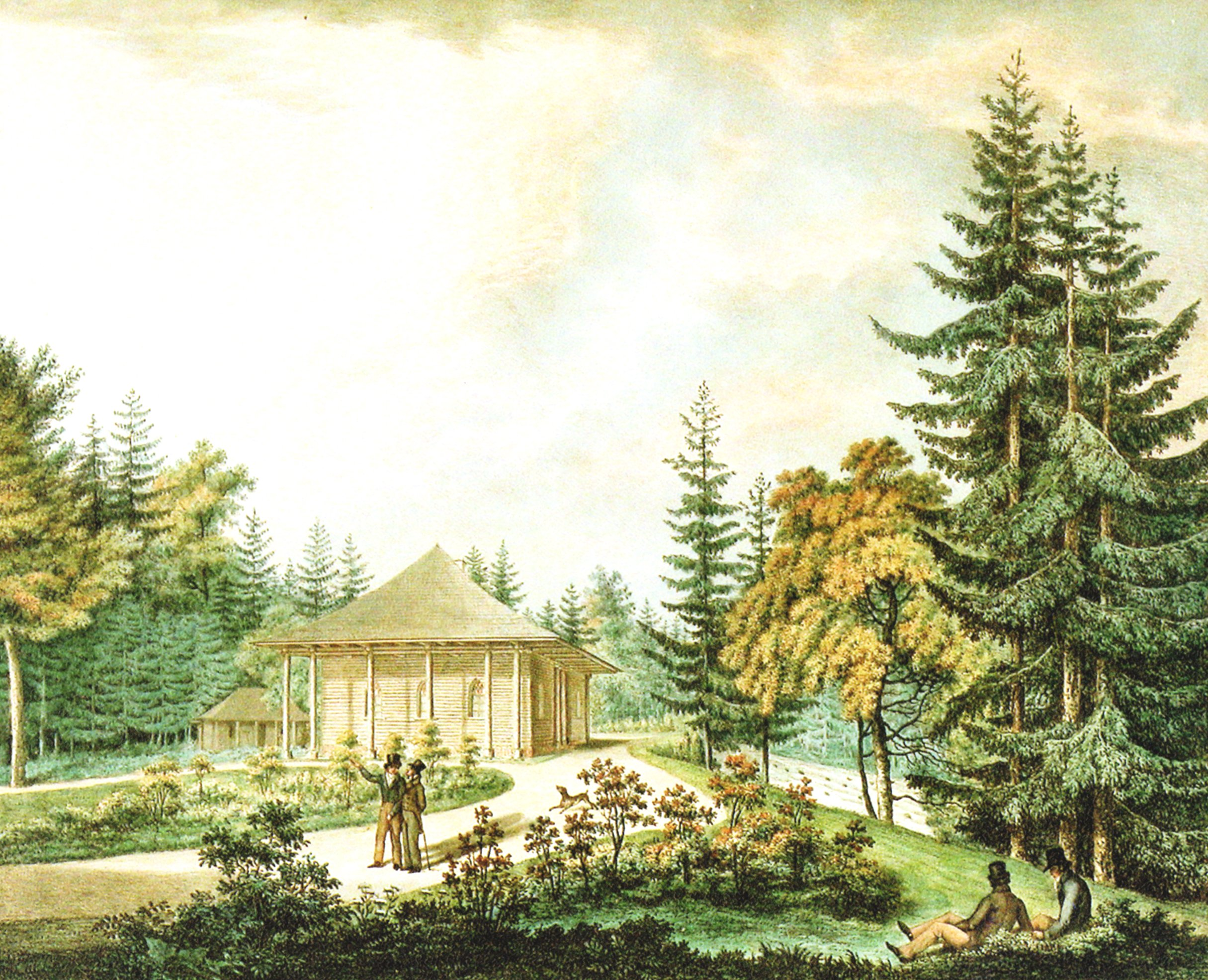
Martin Tejček: Dřevěný lovecký dům v údolí Divoké Orlice (1822)
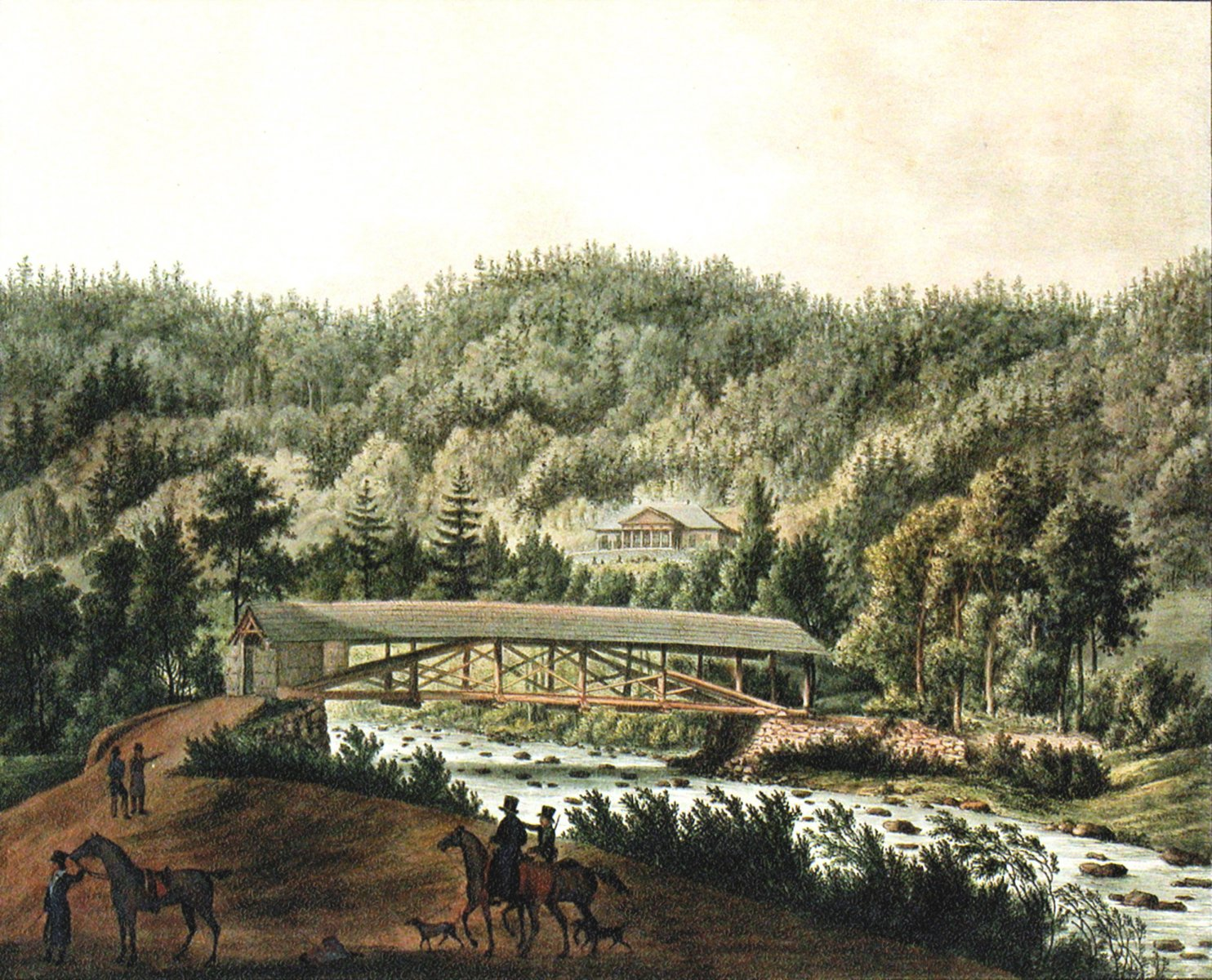
Martin Tejček: Litický lovecký zámek (1822)
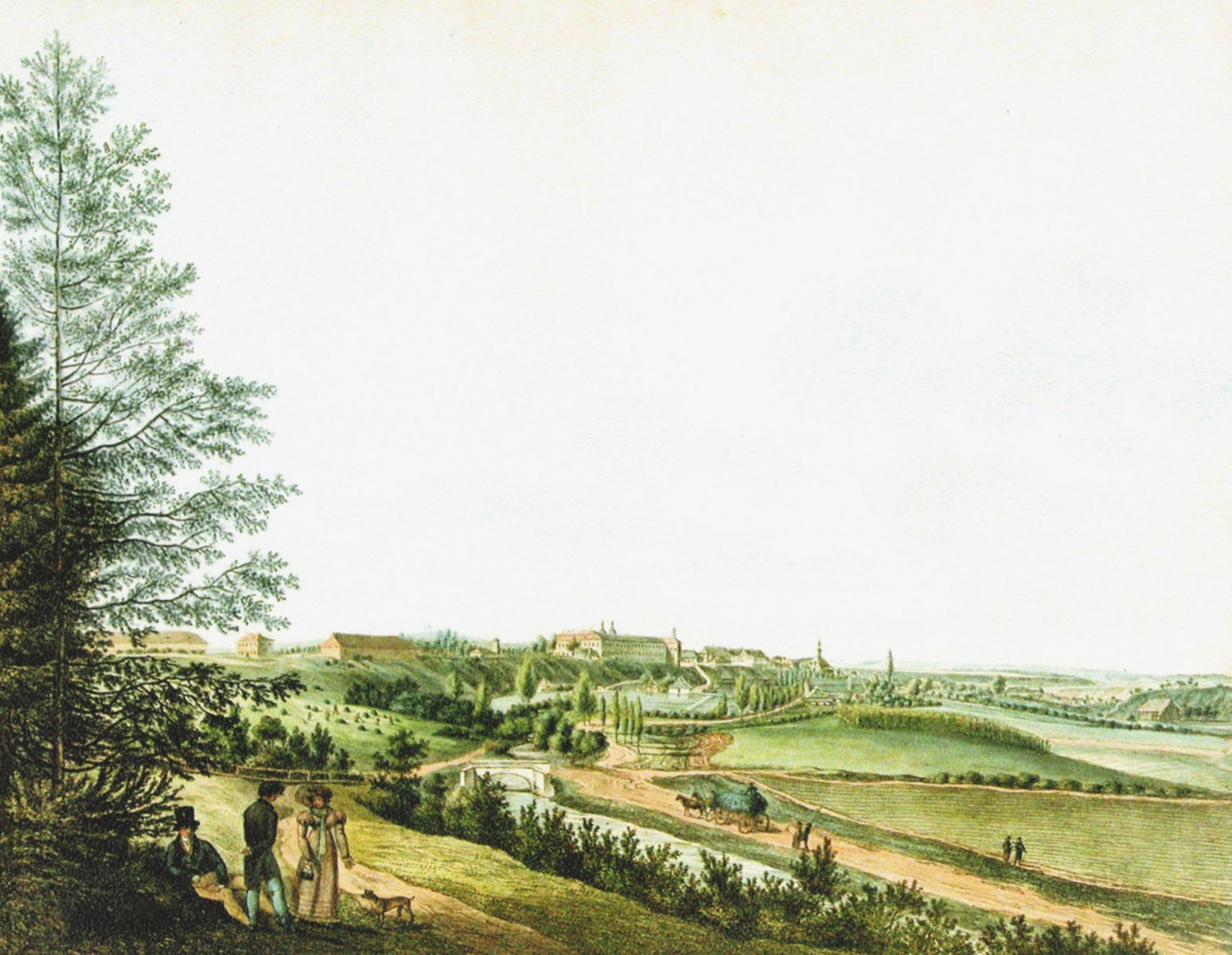
Martin Tejček: Zámek Žamberk od východu (1822)
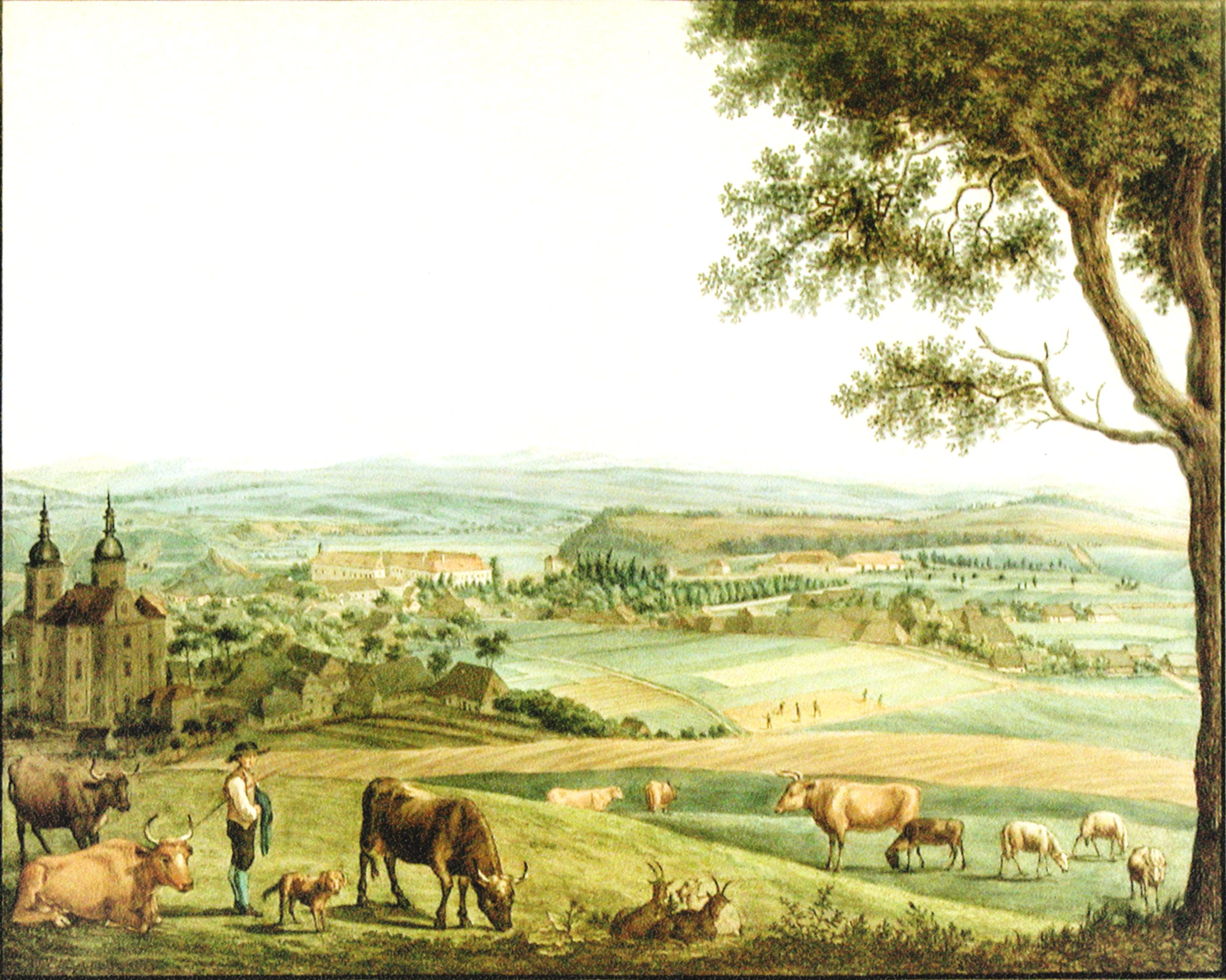
Martin Tejček: Zámek Žamberk od západu (1822)
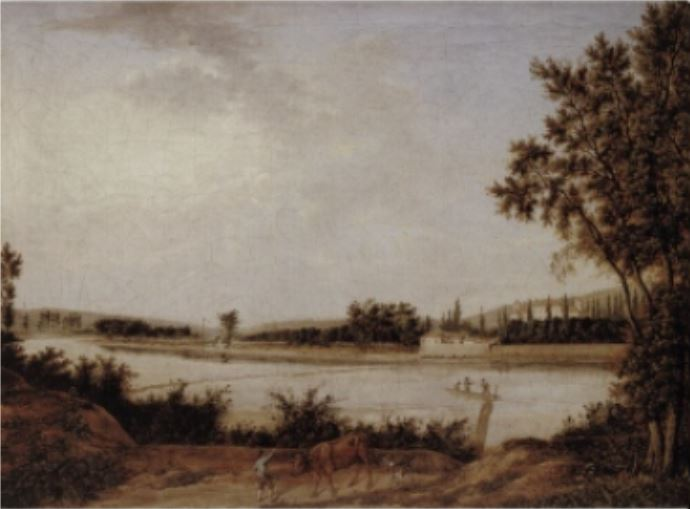
Martin Tejček: Vltava u Tróje (1832)